# Georg Ostrogorsky
Georg Ostrogorsky (russisch Георгий Александрович Острогорский / Georgi Alexandrowitsch Ostrogorski; * 6. Januarjul. / 19. Januar 1902greg. in Sankt Petersburg; † 24. Oktober 1976 in Belgrad) war ein jugoslawischer Byzantinist russischer Herkunft.

## Leben
Während der russischen Revolution emigrierte seine Familie nach Finnland. Er studierte 1921–1925 an der Universität Heidelberg, wo er 1925 bei Edgar Salin mit einem Thema zur byzantinischen Finanzverwaltung promoviert wurde. Zuvor war er im Wintersemester 1924/25 nach Paris gegangen, um seine byzantinistischen Kenntnisse an der Sorbonne bei Charles Diehl) bzw. an der École pratique des hautes études bei Gabriel Millet zu vertiefen. 1928 zog er nach Breslau, wo er sich im November 1928 an der Universität Breslau mit einer Arbeit zum byzantinischen Bilderstreit für „Byzantinische und altslavische Geschichte“ habilitierte. Der Verlust seiner Venia legendi (bzw. Privatdozentur) und seiner Anstellung am dortigen Osteuropa-Institut durch das von den Nationalsozialisten im April 1933 erlassene „Berufsbeamtengesetz“ (nach § 3) trieb ihn im August 1933 in das Exil nach Prag, wo er kurz darauf einen Ruf an die Universität Belgrad erhielt. Im Jahr 1934 wurde er dort zwar Professor für Byzantinistik, nahm diese Aufgabe aber bis zur Zuweisung der Stelle im Februar 1941 als Honorarprofessor wahr. 1948 wurde er Direktor des von ihm gegründeten „Byzantologischen Instituts der Serbischen Akademie der Wissenschaften und Künste“, das unter seiner Leitung zu den führenden Forschungszentren neben Paris, München und Dumbarton Oaks avancierte.
Sein besonderes Interesse galt der byzantinischen Wirtschaftsgeschichte.
Sein Hauptwerk ist das Buch Geschichte des byzantinischen Staates, das in zahlreiche Sprachen übersetzt wurde und lange Zeit als Standardwerk galt, inzwischen jedoch in vielerlei Hinsicht veraltet ist. Ostrogorsky wurde 1966 in den Orden Pour le Mérite für Wissenschaften und Künste aufgenommen. 1969 wurde er in die American Academy of Arts and Sciences gewählt. Die Académie royale des Sciences, des Lettres et des Beaux-Arts de Belgique nahm ihn 1961 als assoziiertes Mitglied auf. Außerdem war er korrespondierendes Mitglied der Akademien der Wissenschaften zu Athen, Göttingen, Wien und London. Er war befreundet mit Percy Ernst Schramm.
Er war in erster Ehe mit Irina/Irene Nikolaevna Sauer (* Moskau, 1905; † 1948, Belgrad) verheiratet; aus dieser Ehe ging eine Tochter hervor. In zweiter Ehe heiratete er 1949 die Historikerin und Inschriftenkundlerin Fanula Papazoglu, die als Professorin ebenfalls an der Universität Belgrad lehrte. Das Paar hatte zwei Kinder.

## Publikationen in Auswahl
- Die ländliche Steuergemeinde des Byzantinischen Reiches im X. Jahrhundert, in: Vierteljahrschrift für Sozial- und Wirtschaftsgeschichte, Jg. 20 (1927), S. 1–108 [Dissertation] (Nachdruck 1969).
- Studien zur Geschichte des byzantinischen Bilderstreites. Breslau 1929 [Habilitation] (Nachdruck 1964).
- Geschichte des byzantinischen Staates. Handbuch der Altertumswissenschaft XII.1.2, C. H. Beck, München 1940, 3. Auflage 1963, ISBN 3-406-01414-3. – Sonderausgabe ohne wissenschaftlichen Apparat unter dem Titel Byzantinische Geschichte 324 bis 1453, C. H. Beck, München 1965 (und Nachdrucke, ISBN 3-406-39759-X).